# Eosipterus
Eosipterus è un rettile volante preistorico, appartenente agli pterosauri. Vissuto a Liaoning, Cina durante il Cretaceo inferiore  (circa 125 milioni di anni fa) e i suoi resti sono stati ritrovati in Cina.

## Descrizione
Il genere è stato nominato nel 1997 da Ji Ji Qiang e Shu'an. Il nome del genere deriva dal greco eos, "alba", e pteron greca, "ala", con un latino fine;  un errore grammatico: normalmente la combinazione avrebbe comportato "eopterus". Il significato "alba" si riferisce alla sua età, ma anche sul suo ritrovamento a Liaoning. Il nome venne onorato dal famoso paleontologo Yang Daihuan.

## Classificazione
L'eosiptero era uno pterosauro gigantesco, e apparteneva senza dubbio al sottordine degli pterodattiloidi, che raggruppa tutti gli pterosauri più evoluti. L'aspetto dell'animale assomiglia a quello del ben noto Pteranodon, ma privo della cresta, e indica che questo animale apparteneva alla famiglia degli azdarchidi (Azhdarchidae), i giganti dei cieli del Cretaceo.

## Stile di vita
È probabile che l'eosiptero vivesse in un ambiente di entroterra, probabilmente vicino a luoghi di acqua dolce, al contrario di altri azdarchidi come Azhdarcho o Quetzalcoatlus. L'unica cosa di cui si nutriva era il pesce e carcasse di animali morti.